# Старый Каир

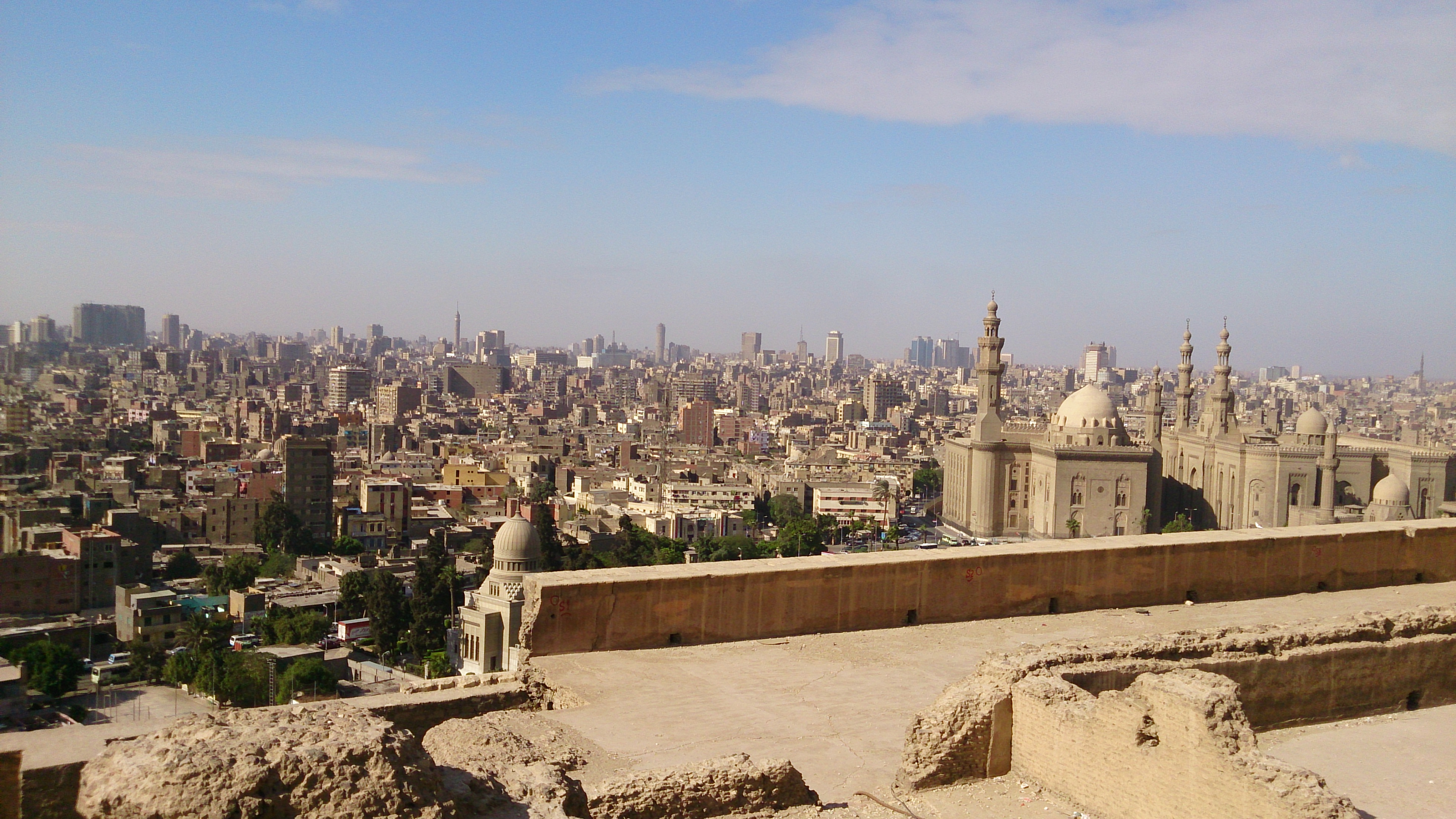
Вид Старого Каира

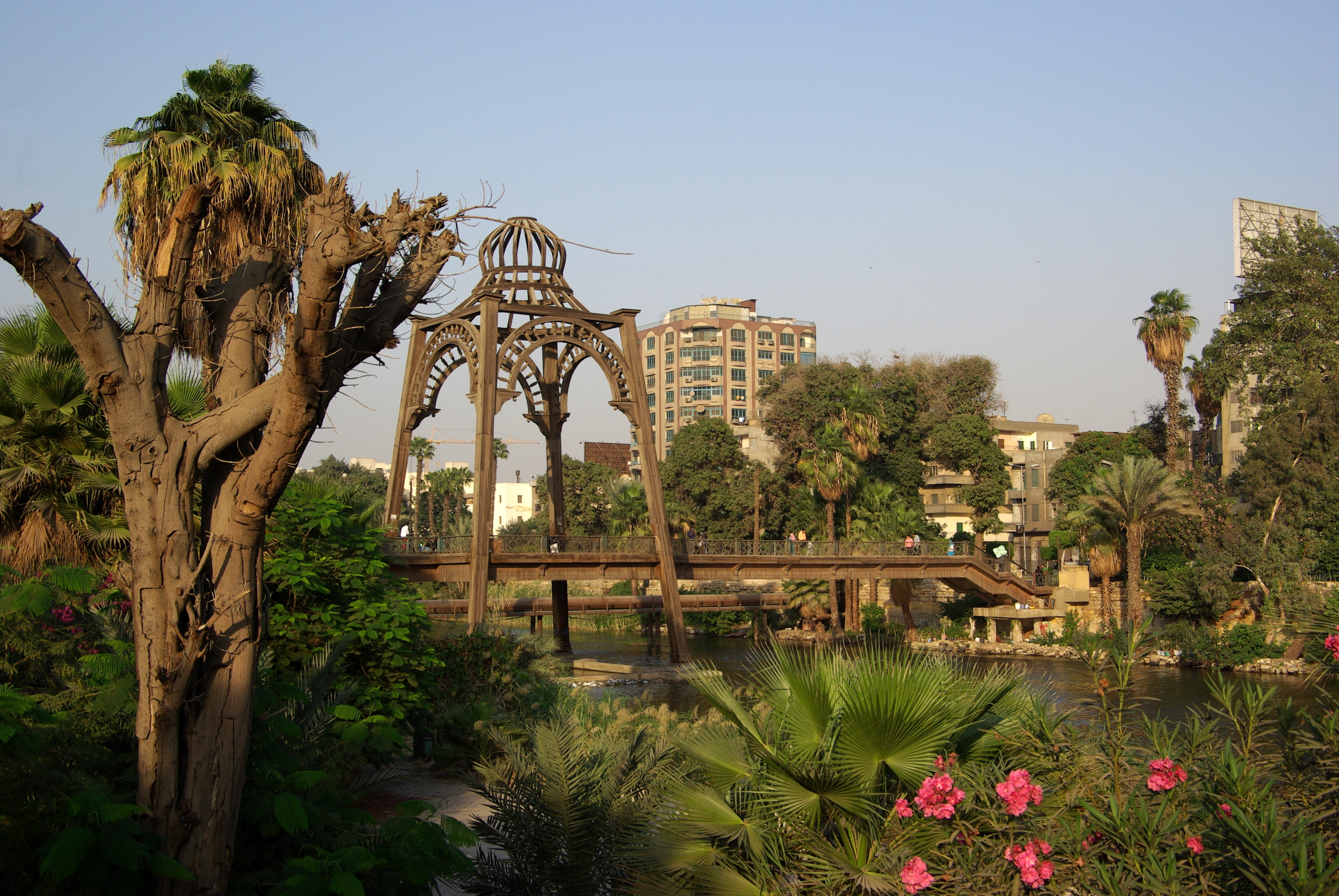
Пешеходный мост, соединяющий остров Рода со Старым городом.

Старый Каир (араб. مصر القديمة (القاهرة)‎, Миср-эль-Кадима) — историческая часть современной столицы Египта.
Старый Каир находится на месте древнейших поселений (Фустат). На территории Старого города сохранились древнеримские строения и древнейшие коптские церкви (Церковь и монастырь Святого Георгия, Церковь Святого Павла, Подвешенная церковь), расположены Коптский музей, Вавилонская крепость, синагога Бен-Эзра и древнейшие мечети Африки Амр ибн аль-Ас и ибн Тулуна. Также на территории Старого Каира расположен грот, где пряталось Святое Семейство.
Часть Старого города, где проживают копты-христиане, называется Коптским Каиром.
Старый Каир активно посещается туристами, приезжающими в Египет.